# بوربور (آذربایجان)
بوربور (به ترکی آذربایجانی: Borbor) یک روستا در جمهوری آذربایجان است که در شهرستان شابران واقع شده‌است.